# Vencedor Luque
Vencedor – paragwajski klub piłkarski z siedzibą w mieście Luque.
Klub Vencedor założony został w 1907 roku. W 1911 roku klub wziął udział w pierwszych mistrzostwach Paragwaju Ligi Centenario, która pod koniec swego istnienia zmieniła nazwę na Asociación Paraguaya de Fútbol. W chwili likwidacji tej ligi w 1917 roku utworzono sześciozespołową ligę División Transitoria, z której dwa najlepsze zespoły miały awansować do pierwszej ligi (Primera División) organizowanej przez Liga Paraguaya de Fútbol. Klub Vencedor zajął przedostatnie, piąte miejsce, i nie uzyskał awansu do pierwszej ligi. W 1918 roku Vencedor zdobył wicemistrzostwo drugiej ligi, jednak przegrał 2:5 mecz barażowy o awans do pierwszej ligi z klubem Club Sol de América.
W 1921 roku Vencedor połączył się z klubami General Aquino oraz Marte Atlético Luque, tworząc nowy klub, Sportivo Luqueño.